# San Martín de Pajonal
San Martín de Pajonal es un caserío peruano ubicado en el distrito de Canchaque, perteneciente a la provincia de Huancabamba del departamento de Piura, al norte del Perú. 

## Ubicación
San Martín de Pajonal se ubica al noroeste de la provincia de Huancabamba, en el distrito de Canchaque, en el departamento de Piura.

## Demografía
En 2017 San Martín de Pajonal tenía una población de 139 habitantes.
| Gráfica de evolución demográfica de San Martín de Pajonal entre 1993 y 2017 |
|                                                                             |
| Fuentes: Población 1993 y 2017                                              |